# Centropomus pectinatus
Centropomus pectinatus är en fiskart som beskrevs av Poey, 1860. Centropomus pectinatus ingår i släktet Centropomus och familjen Centropomidae. Inga underarter finns listade i Catalogue of Life.